# Cavalcada del Convit
La Cavalcada del Convit és un dels actes que es realitzen a València i Xàtiva dins de les commemoracions del Festa del Corpus Christi.
Altres denominacions amb la qual s'ha conegut la Cavalcada del Convit ha estat com la Degolla, i a València també com dels Cavallets, i de les Dansetes.
La Cavalcada del Convit de València comença a les 12 hores del diumenge de Corpus des del Palau de la Generalitat a la Plaça de Manises, baixa pel carrer Cavallers cap a la Plaça de la Verge, d'ahí es dirigeix pel carrer del Micalet a la Plaça de la Reina, des d'allí i pel carrer Cabillers arriba al carrer Avellanes i finalitza en el Palau Arquebisbal de València.
La Cavalcada del Convit de Xàtiva es per la vesprada, sobre les 18:00h hores del diumende de Corpus, i comença i acaba a la Seu, fent la volta general a la ciutat però en sentit contrari al de les tradicionals processons de Setmana Santa.

## Història
La cavalgata del Convit de Xàtiva ja data del segle XIV, mentre a València, el “Convit” com també se'l coneix és menys antic que la Processó si bé ja en 1516 es té notícia de la seua existència. A València es va acordar la seua creació com a acte processal eucarístic per a exhortar la ciutadania a participar de la processó. Es tractava d'una invitació que feien els Jurats de la Ciutat, mitjançant el conegut com Capellà de les Roques, perquè la població assistís a la Solemne Processó del Corpus Christi.
La celebració de la cavalcada ha sofert modificacions, i fins i tot, s'ha suprimit per diversos motius.
Pel que fa als canvis de la data, en 1667 la celebració es va traslladar de la vesprada del dimecres al matí del dijous. En 1979, el calendari laboral va determinar que la celebració passarà a dia festiu, concretament seixanta dies després del Diumenge de Pasqua.
El 1862 i 1863, es va estudiar suprimir la cavalcada a causa dels incidents causats per la "Degolla", l'últim dels grups que participa i que representa els soldats d'Herodes buscant innocents. Entre 1867 i 1874, finalment la Degolla, com tota la comparsa del "Misteri del Rei Herodes", es van prohibir, si bé una dècada després, el 1884, la "Degolla" i les altres danses van tornar a participar, per a tornar a ser suprimides en 1886, fins a 1896, en aquest cas tota la Cavalcada del Convit.
Després d'uns anys sense celebrar-se, la Cavalcada del Convit es va recuperar l'any 1976, i les danses i el misteri a l'any següent, en 1977. A Xàtiva es va recuperar els anys 80 gràcies a la participació de les escoles de la ciutat.

## Relació de la Cavalcada de València
Tot el seguit de la Cavalcada va acompanyat de la música del tabal i la dolçaina. Les danses tradicionals són el nucli del seguit.
La cavalcada l'obri la Policia Municipal de la Secció de Cavalleria amb uniforme de gala, inspirat en el de la Guàrdia Reial de principis del segle xx. Els elements de la Cavalcada són els següents:
Les Banderoles. Es tracta de tres reis d'armes vestits amb cotes de seda, gorgeres i corones daurades. El rei del mig porta la Senyera i els dos dels costats les banderoles de la ciutat.
Els Nanos. Són tres parelles de cabuts dansants que representen tres parts del món, Àfrica, Amèrica i Àsia, mostrant l'adoració universal a l'eucaristia. Executen la Dansa del Nanos.
El Capellà de les Roques a cavall, el qual representa el capellà custodi de la Casa de les Roques. És l'encarregat de presidir la Cavalcada i de convidar a participar en la processó de la vesprada.
La Moma representa la virtut i està representada vestida de blanc amb una corona daurada amb flors i la cara coberta. La Moma balla la Dansa de la Moma junt als momos que representen els pecats i van vestits de color roig, groc i negre, coberts amb un antifaç negre.

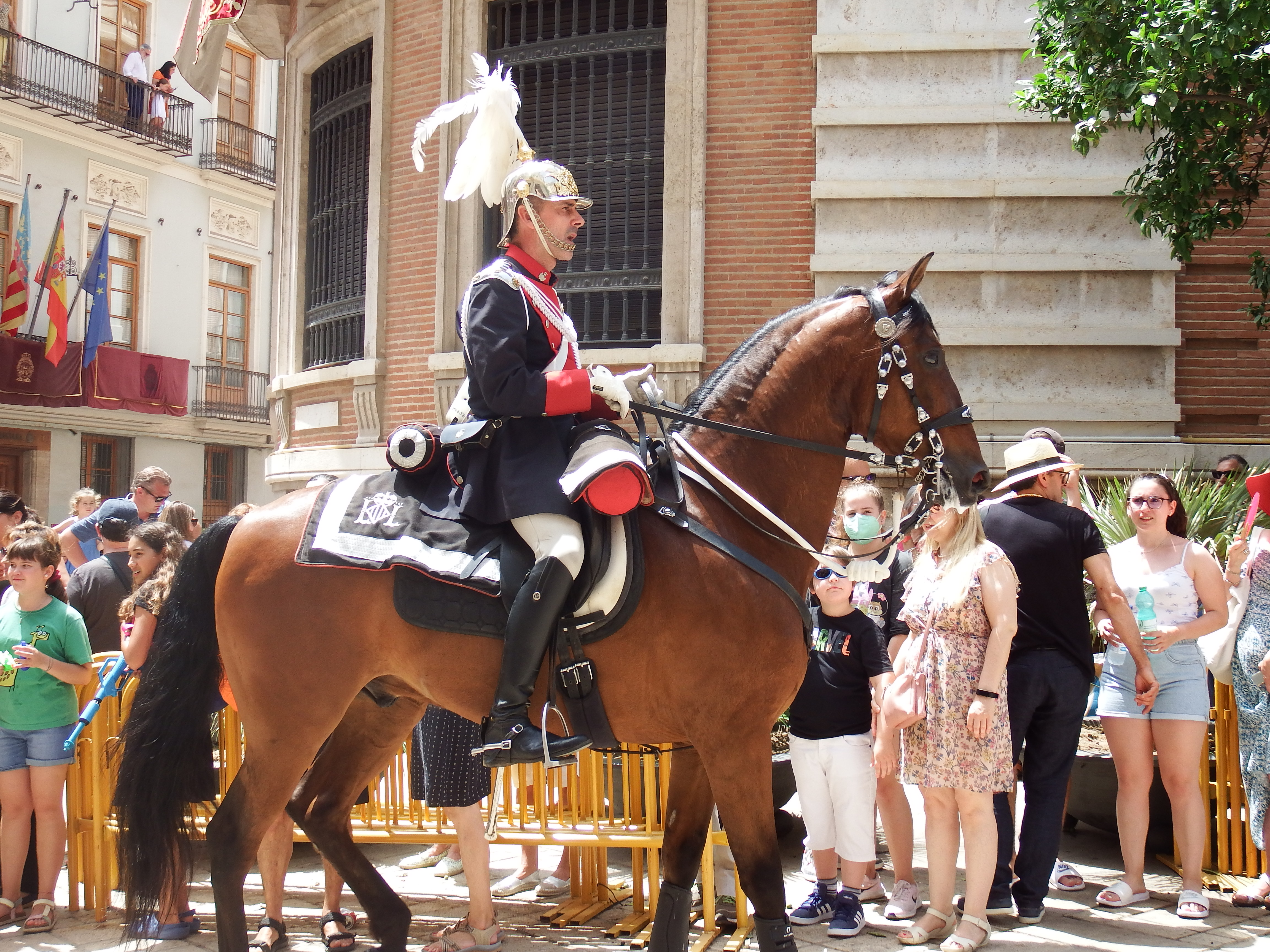
Piquet de la Policia de la Secció Muntada
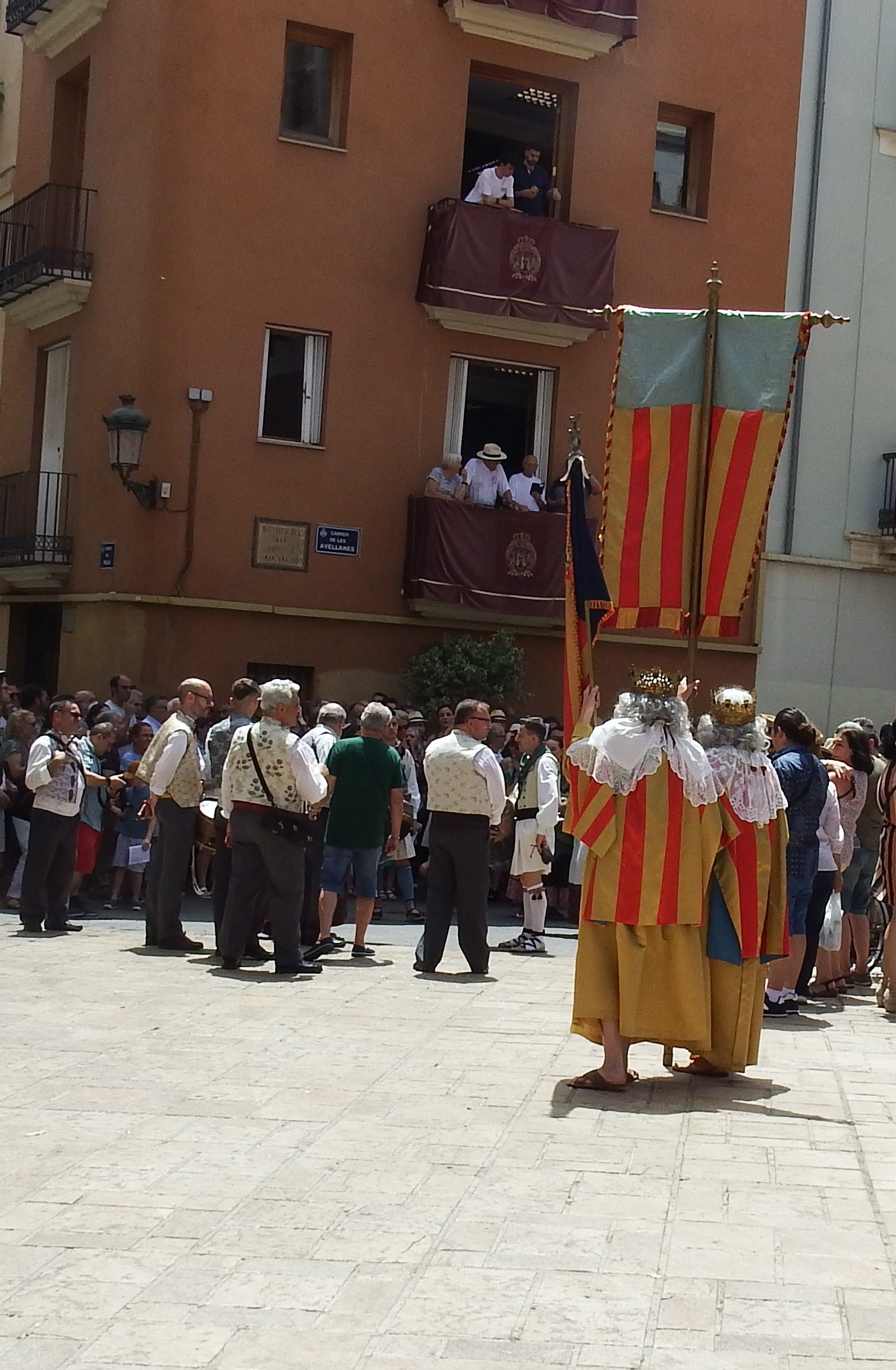
Les banderoles
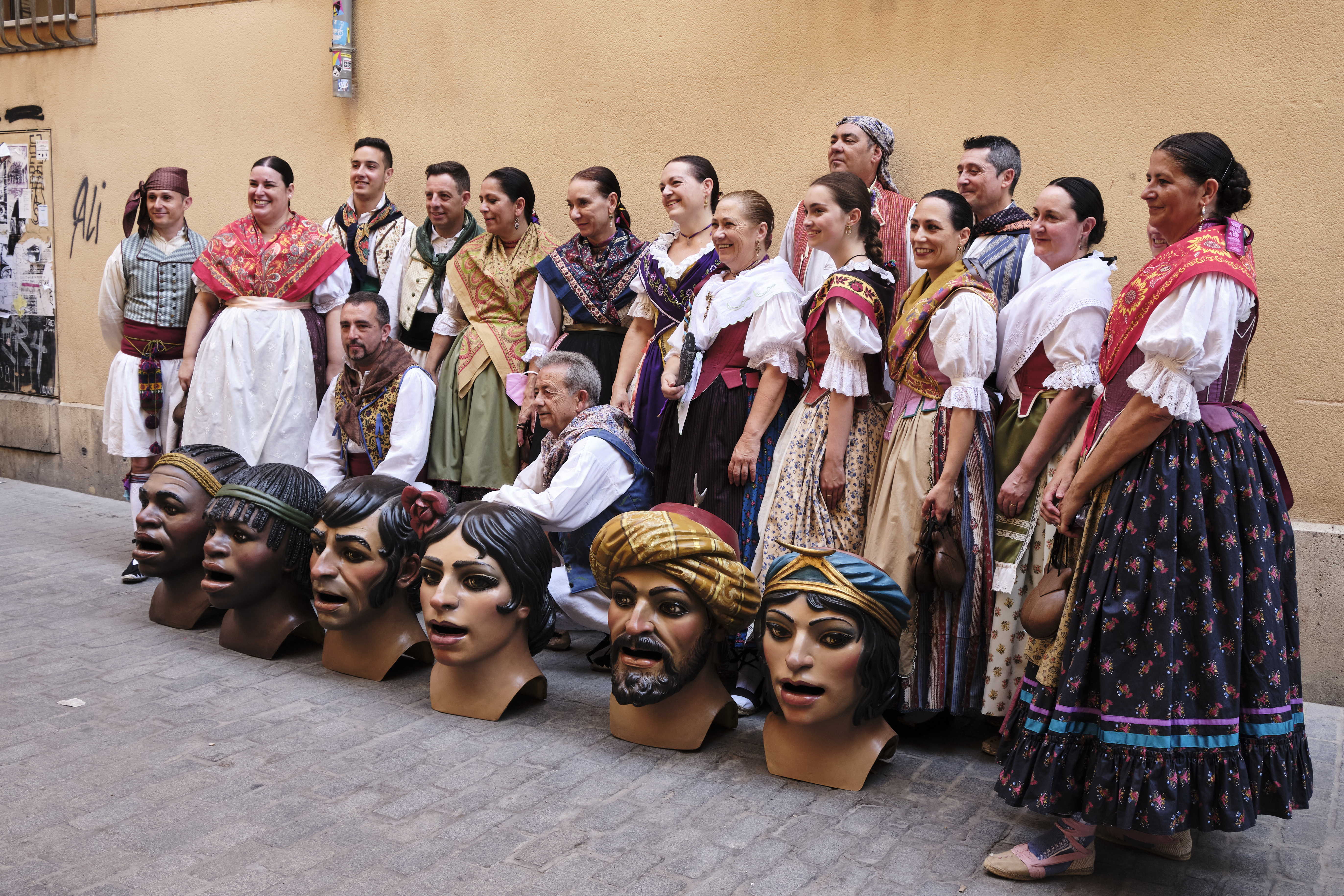
Els nanos
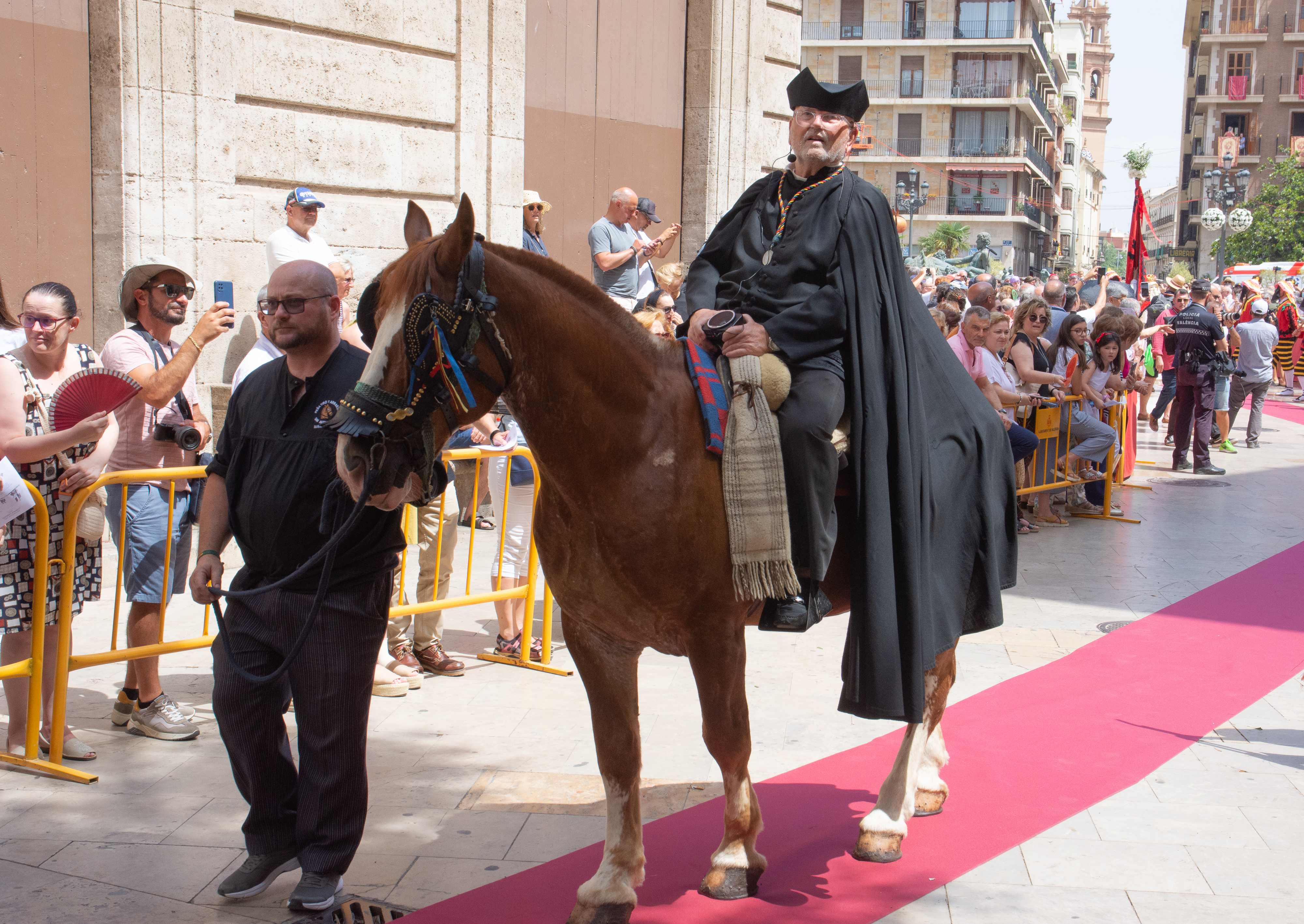
El capellà de les roques
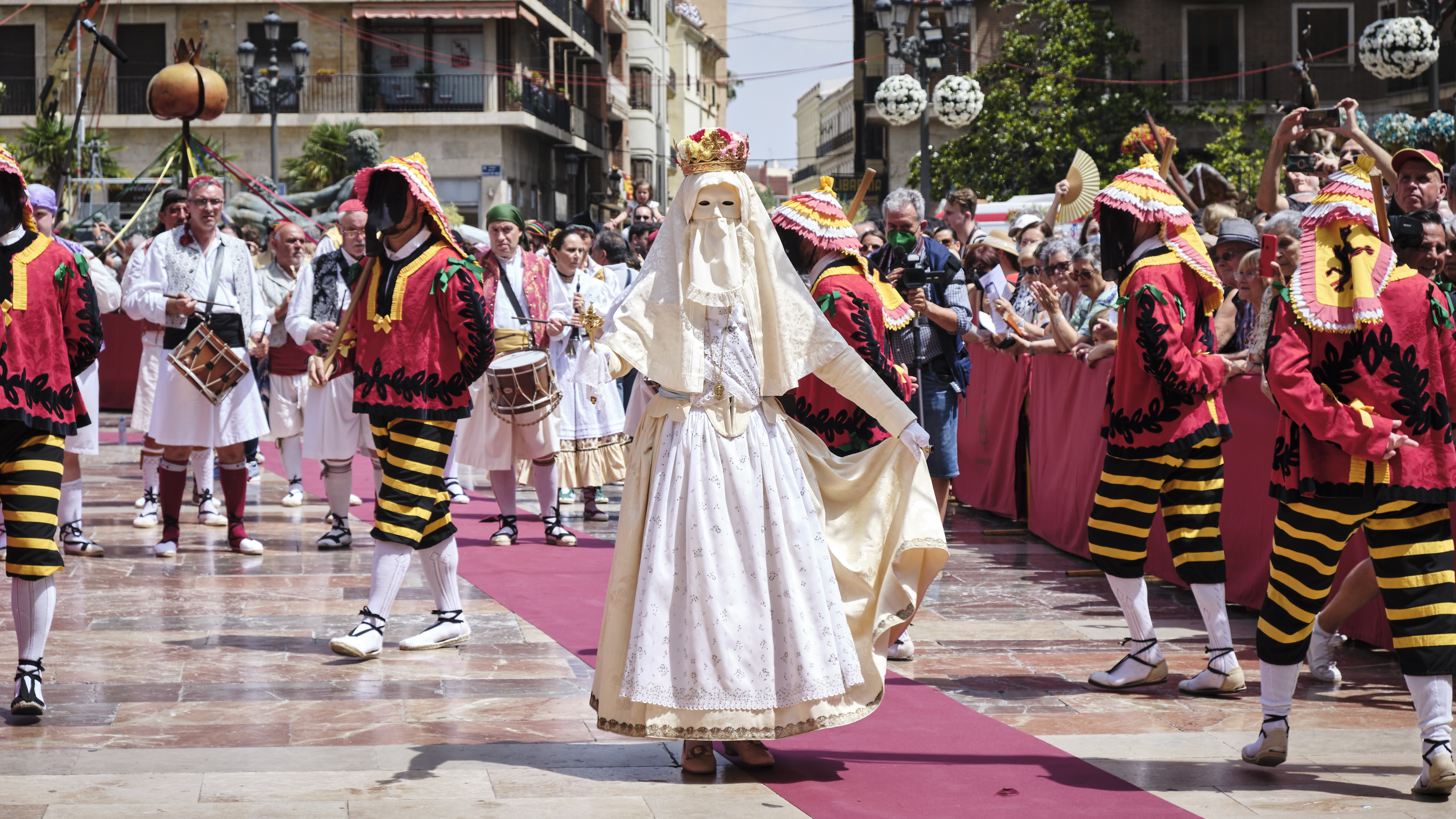
La Moma

La magrana és una dansa tradicional de cintes que entrellacen els balladors al voltant, d'una perxa que a la part superior té forma de magrana. Al final de la dansa la magrana s'obri i mostra una custòdia.
Els cavallets o morets és la dansa que ballen huit dansadors infantils en dos fileres de quatre, vestits de morets o turcs amb un cavall de cartró cadascun. Este element data de 1615.
Els llauradors són dansants infantils que representen la Dansa dels Llauradors.
Els pastorets ballen la Dansa dels Pastorets formada per huit dansadors infantils i que es troba vinculada a la representació del Misteri del rei Herodes.
Els arquets està formada per un grup de xiquetes vestides de pastores que ballen la Dansa dels Arquets. Esta dansa està datada en 1846 i se l'ha conegut com a poloneses.

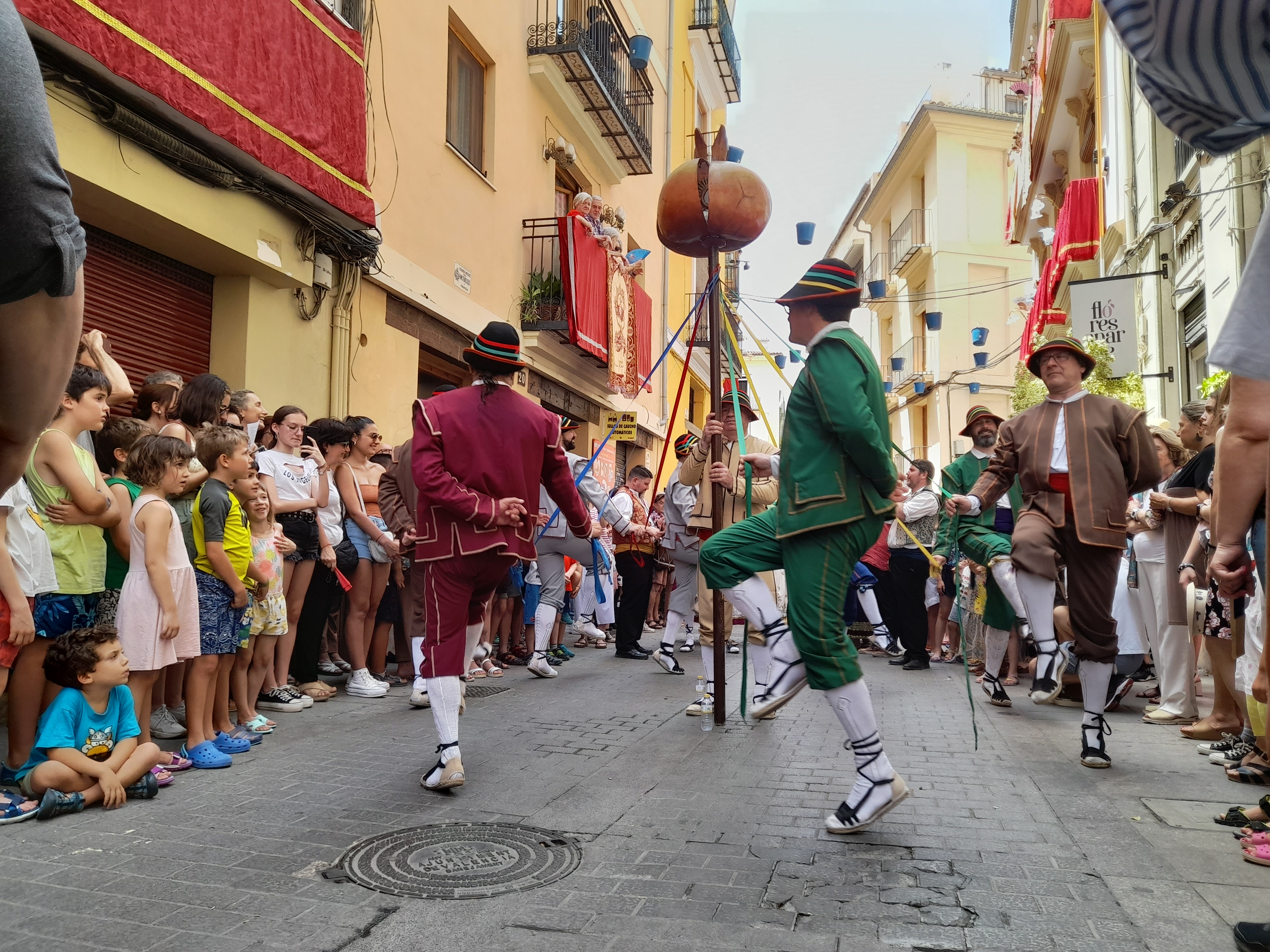
La magrana
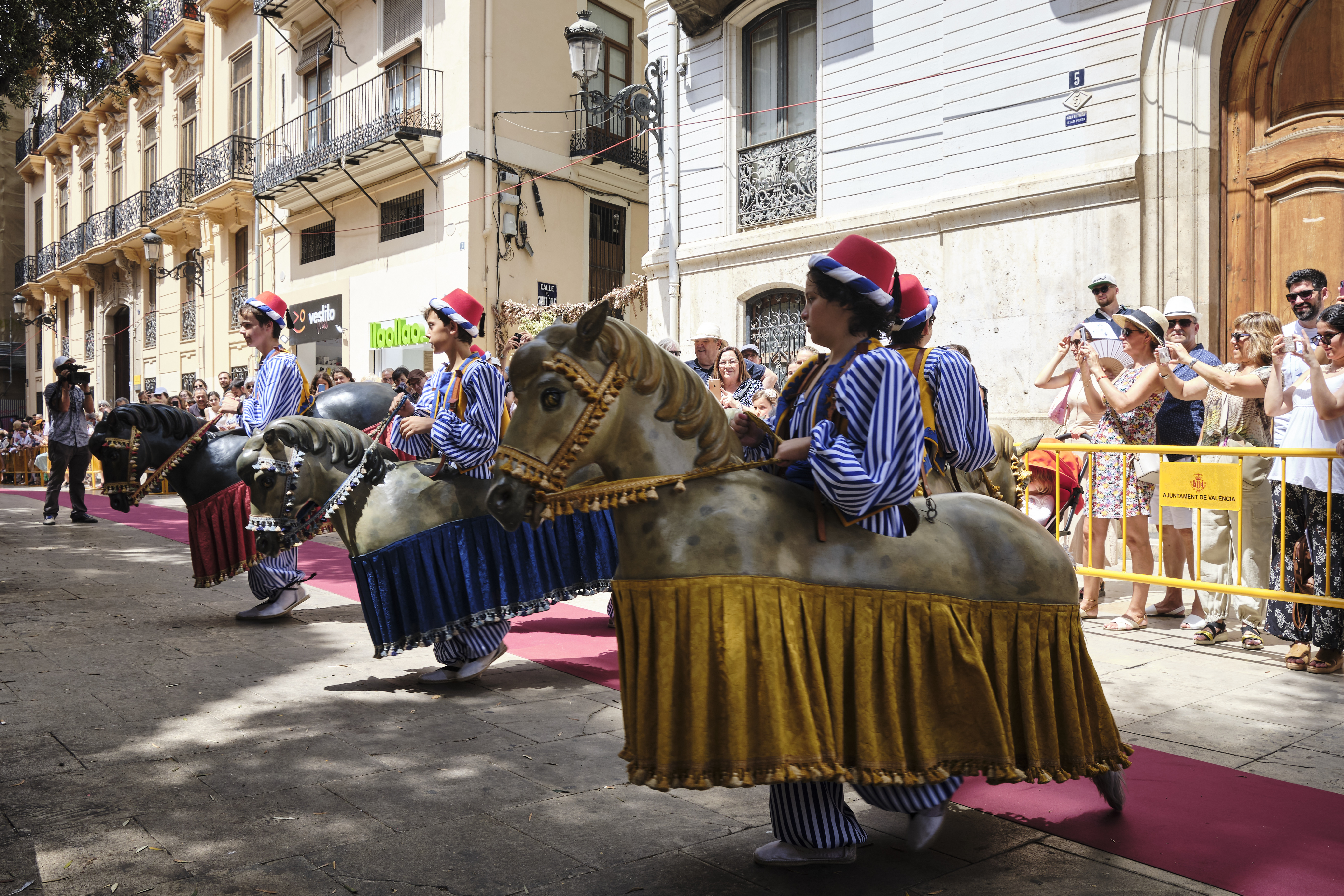
Els cavallets o morets
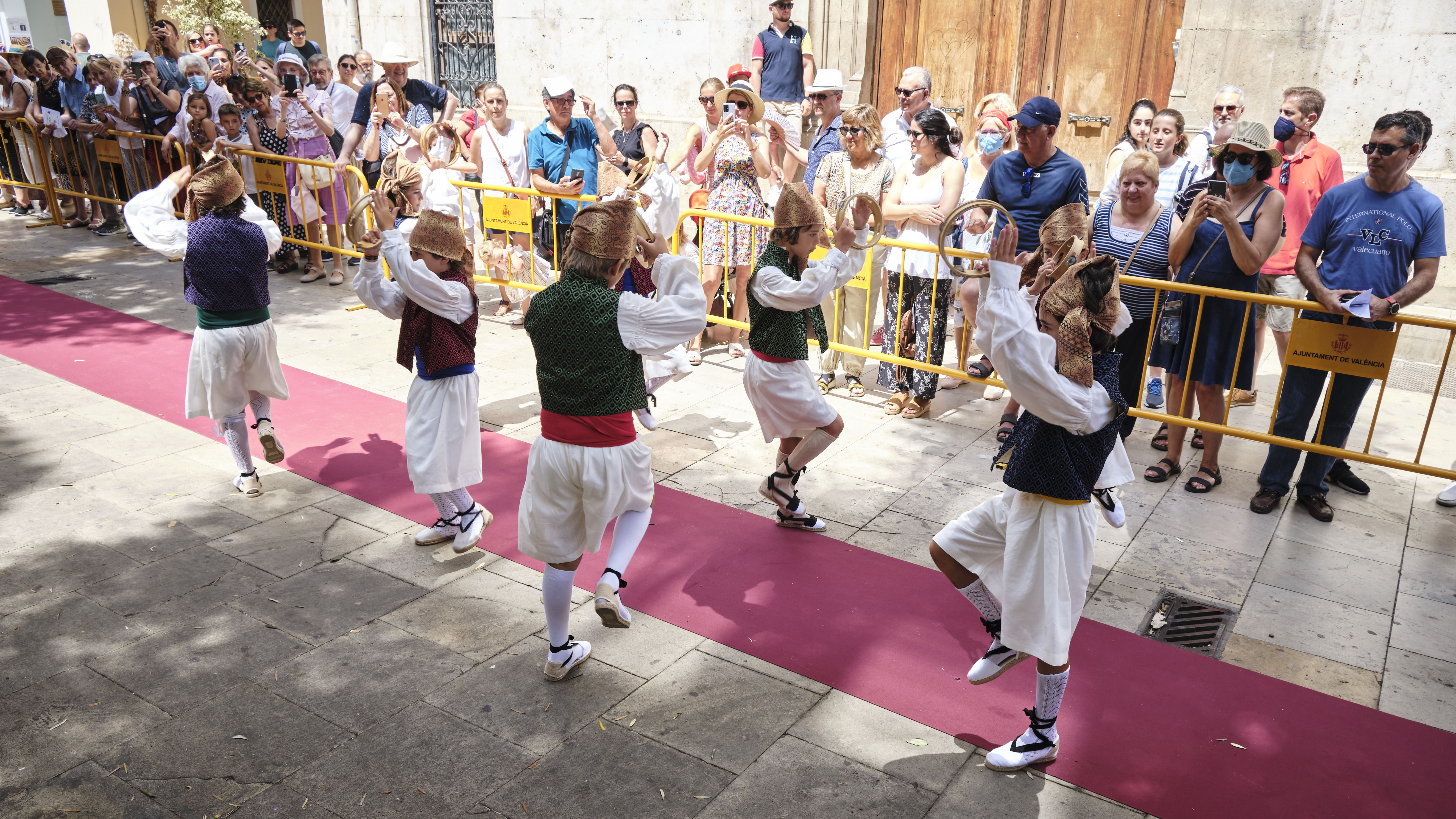
Els llauradors
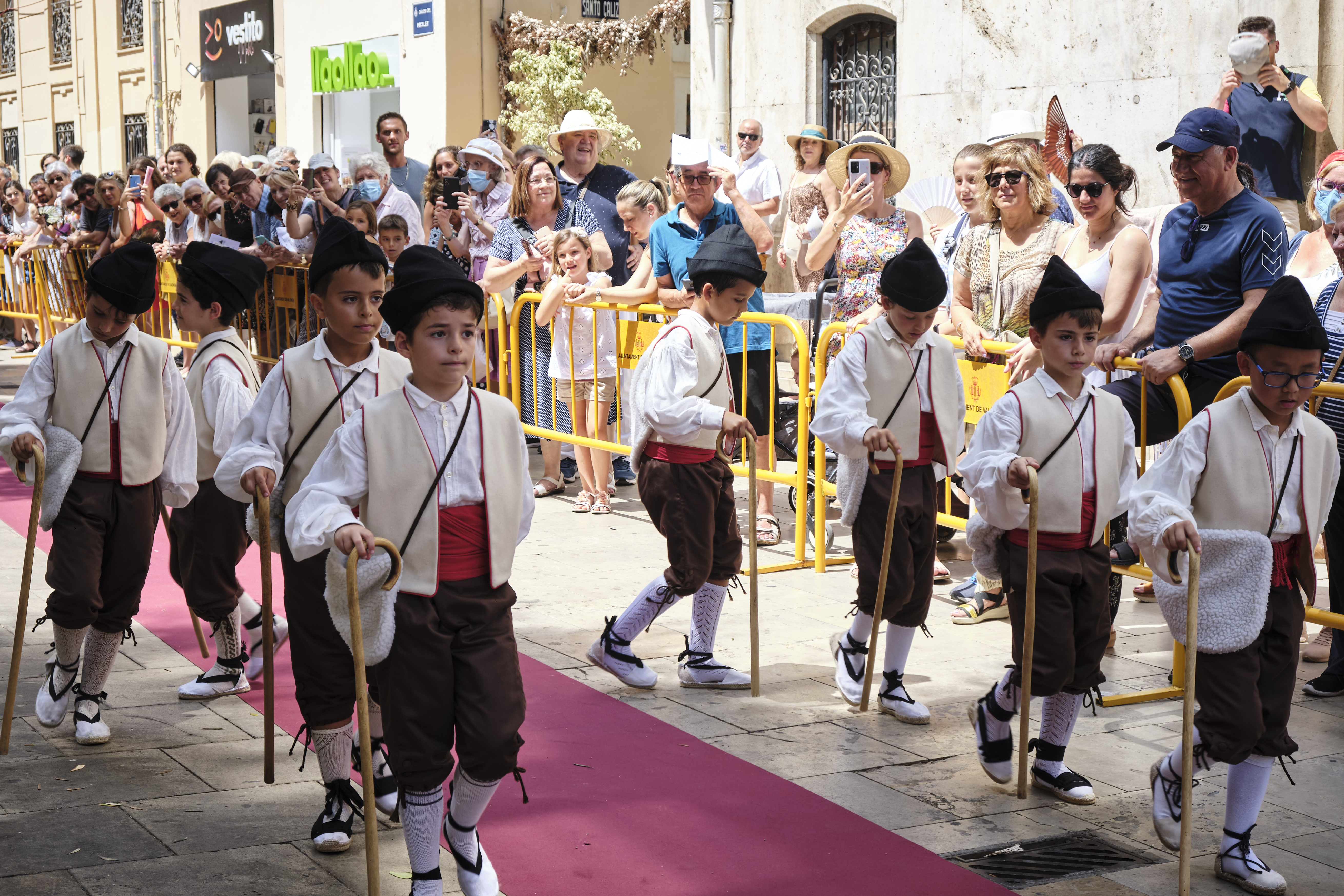
Els pastorets
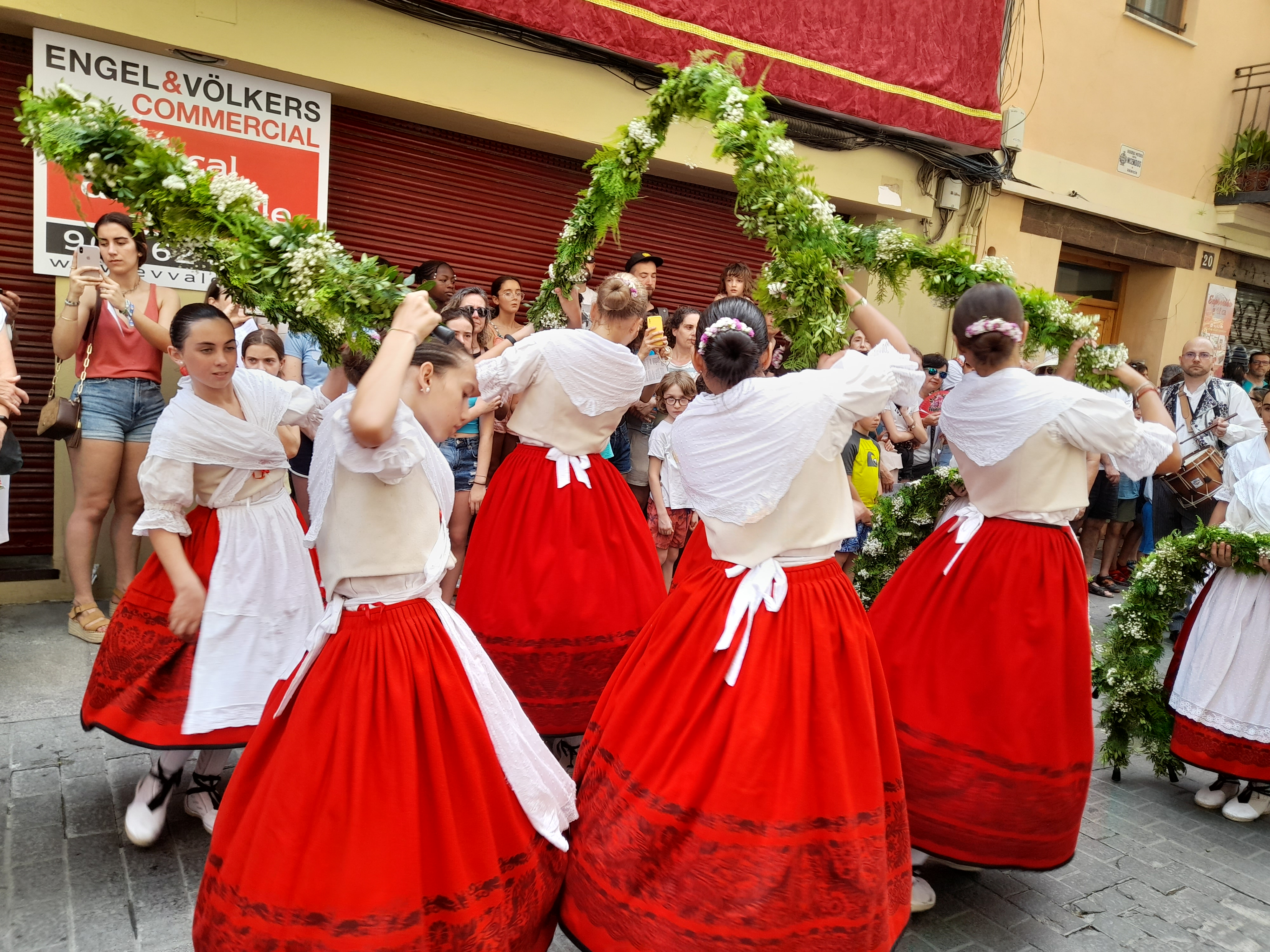
Els arquets

Els turcs és una dansa de tipus guerrer. Els dansants infantils ballen amb espases que xoquen i es desplacen formant creus imaginàries.
Dansa de les vetes és una dansa ornamental basada en el trenat de cintes o vetes de color que els dansants infantils van trenant. A diferència de la Dansa de la magrana no tenen cap suport o perxa sobre la qual trenar-la.
Després de les danses desfilen personatges de diferents misteris:
Misteri d'Adam i Eva. Apareixen figurants que representen a Déu, l'àngel querubí, l'àngel de llegó, Adam i Eva, la serp i la mort.
Misteri de sant Cristòfol i els pelegrins. Apareixen figurants que representen a sant Cristòfol, Jesús, un ermità, un pelegrí, una pelegrina, pare dels pelegrins o romerets. Tots ells representen quan Sant Cristòfol va travessar el riu amb Jesús al muscle.
Misteri del rei Herodes, també conegut com a Misteri del portalet o de la Degolla. Els figurants són la Mare de Déu de la burreta amb Jesuset, sant Josep, un àngel, els Reis d'Orient, tres patges, dos savis, un cavaller, quatre dides, espigoladora, tres segadors, rei Herodes, tres sergents, trompeta, alguatzil i la Degolla.

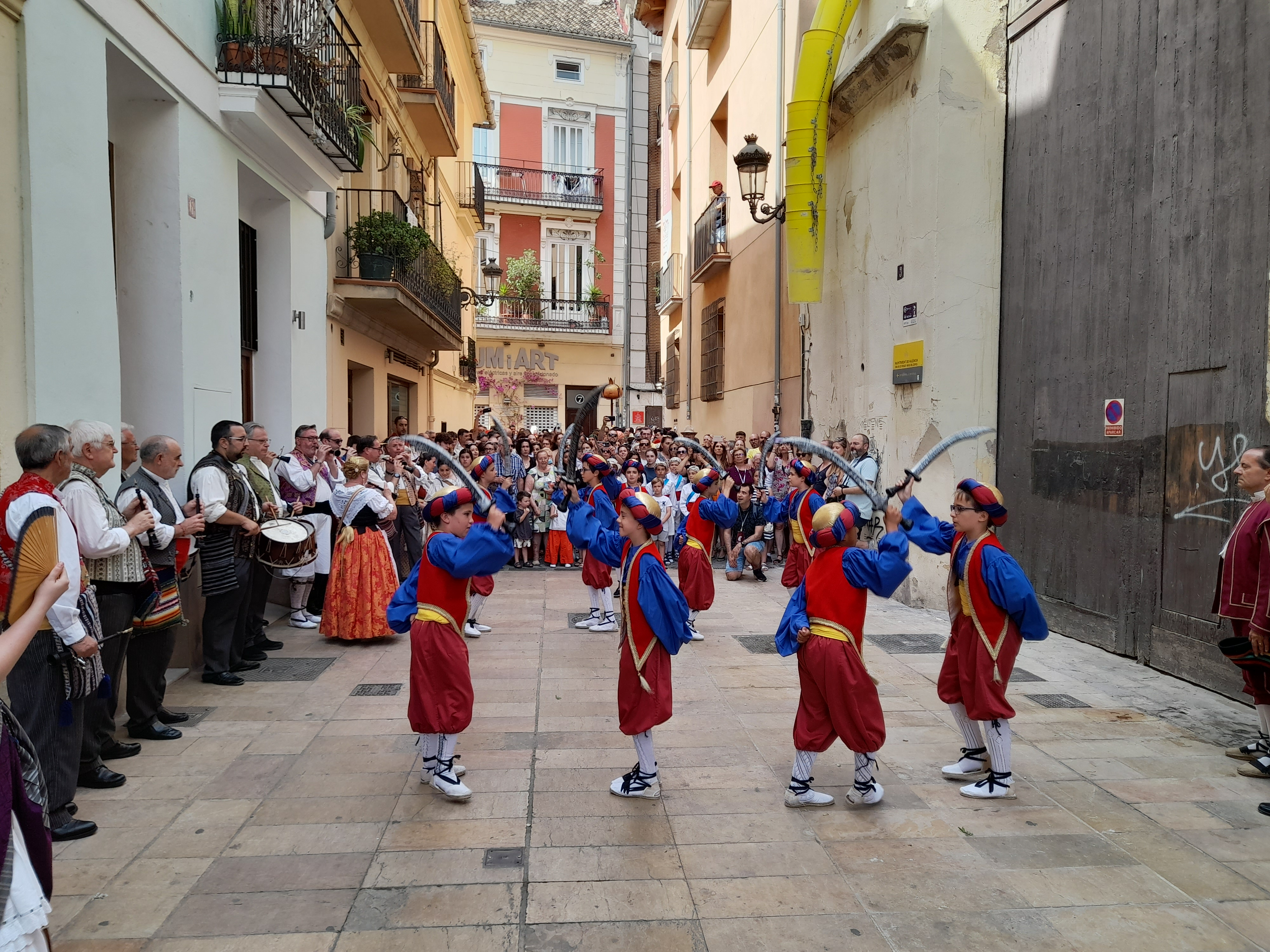
Els turcs
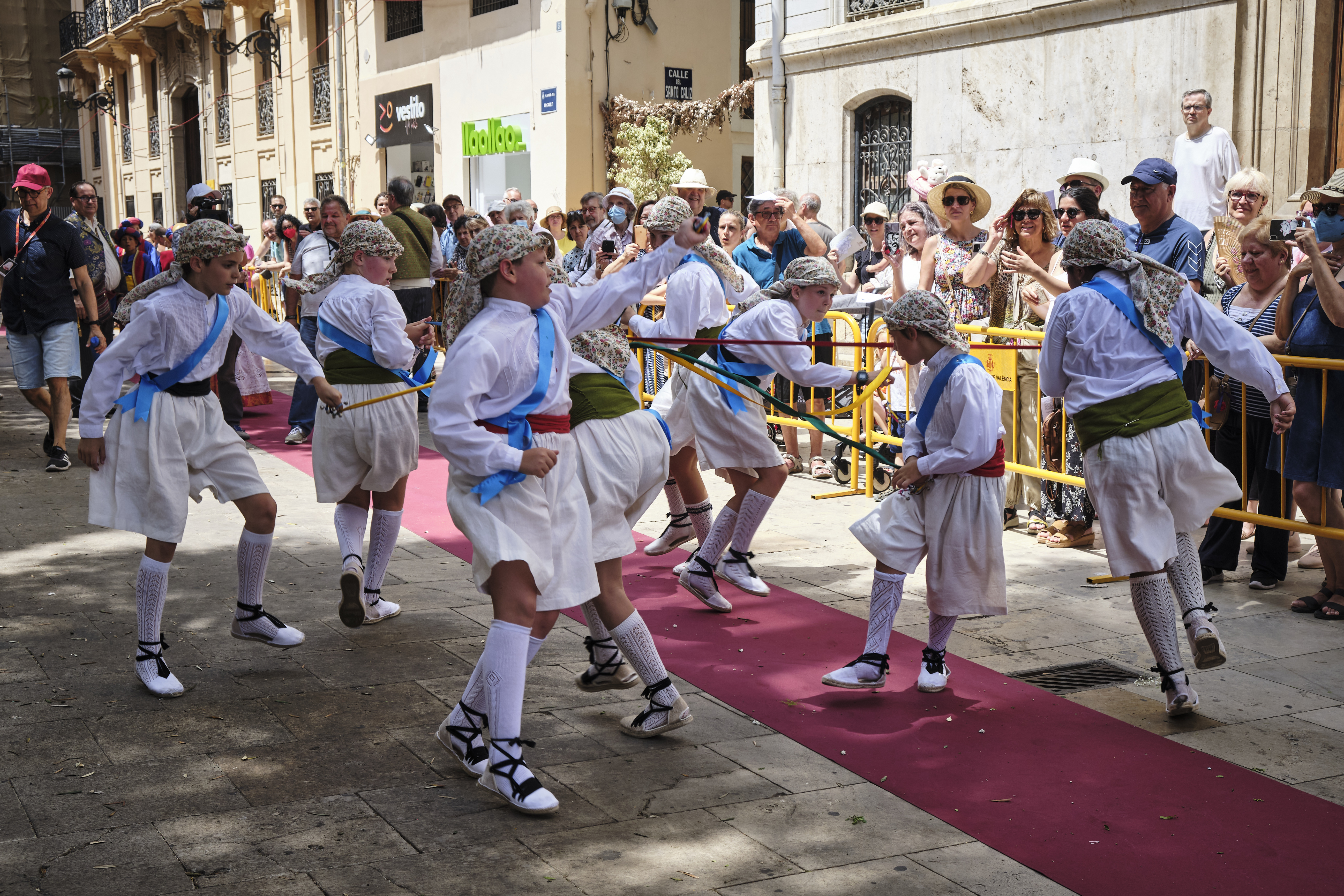
Dansa de les vetes
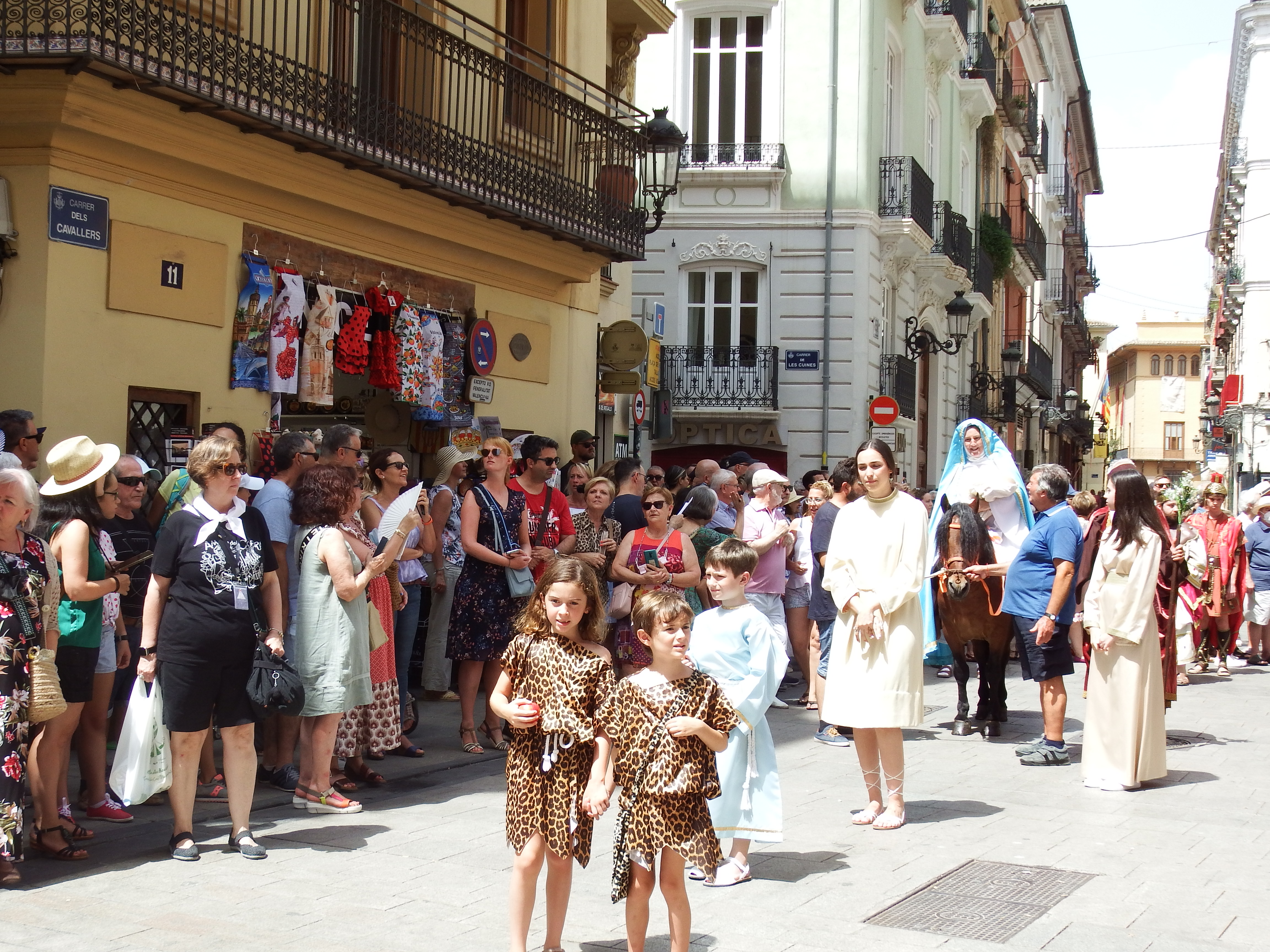
Misteri d'Adam i Eva
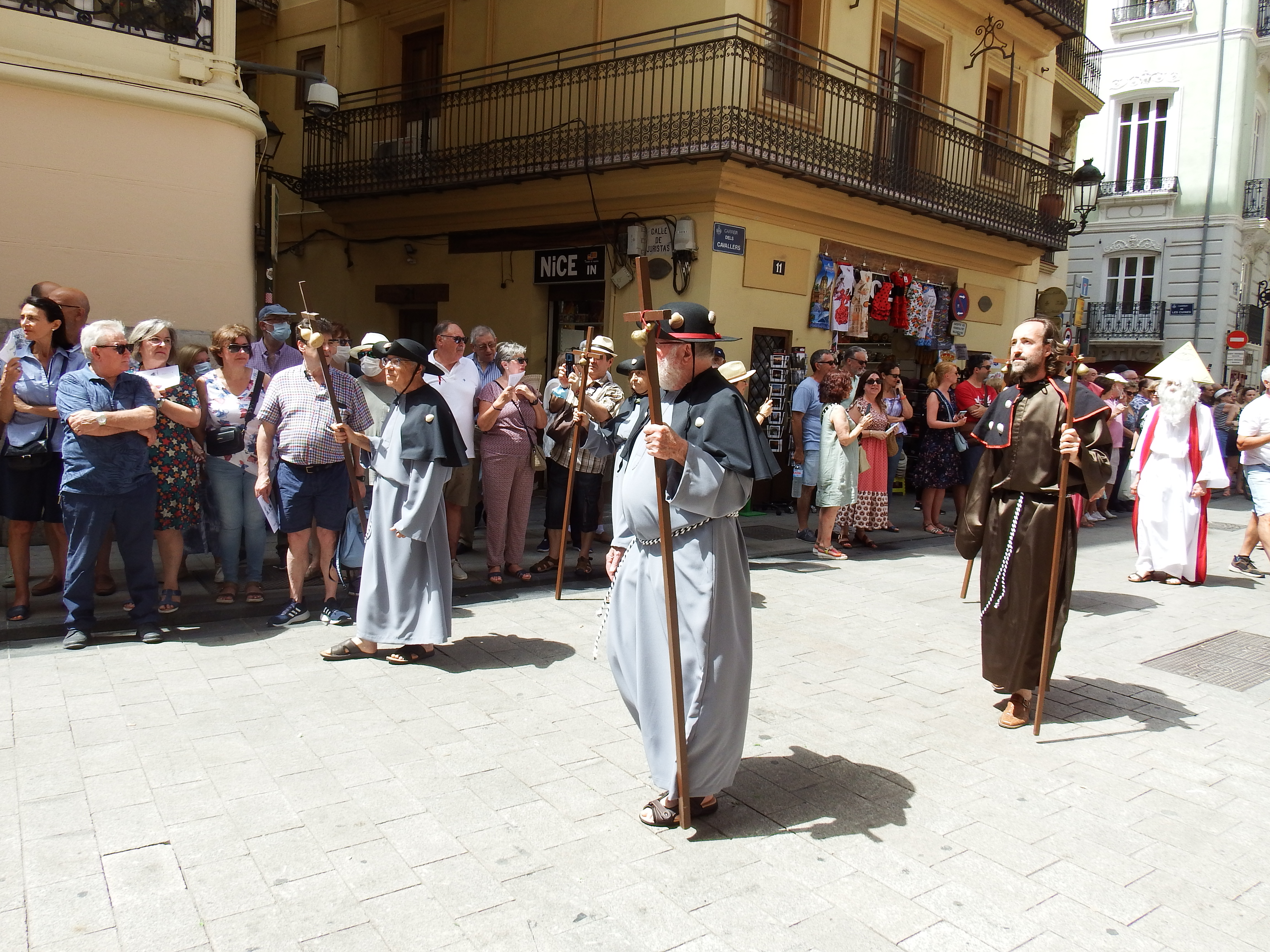
Misteri de sant Cristòfol i els pelegrins
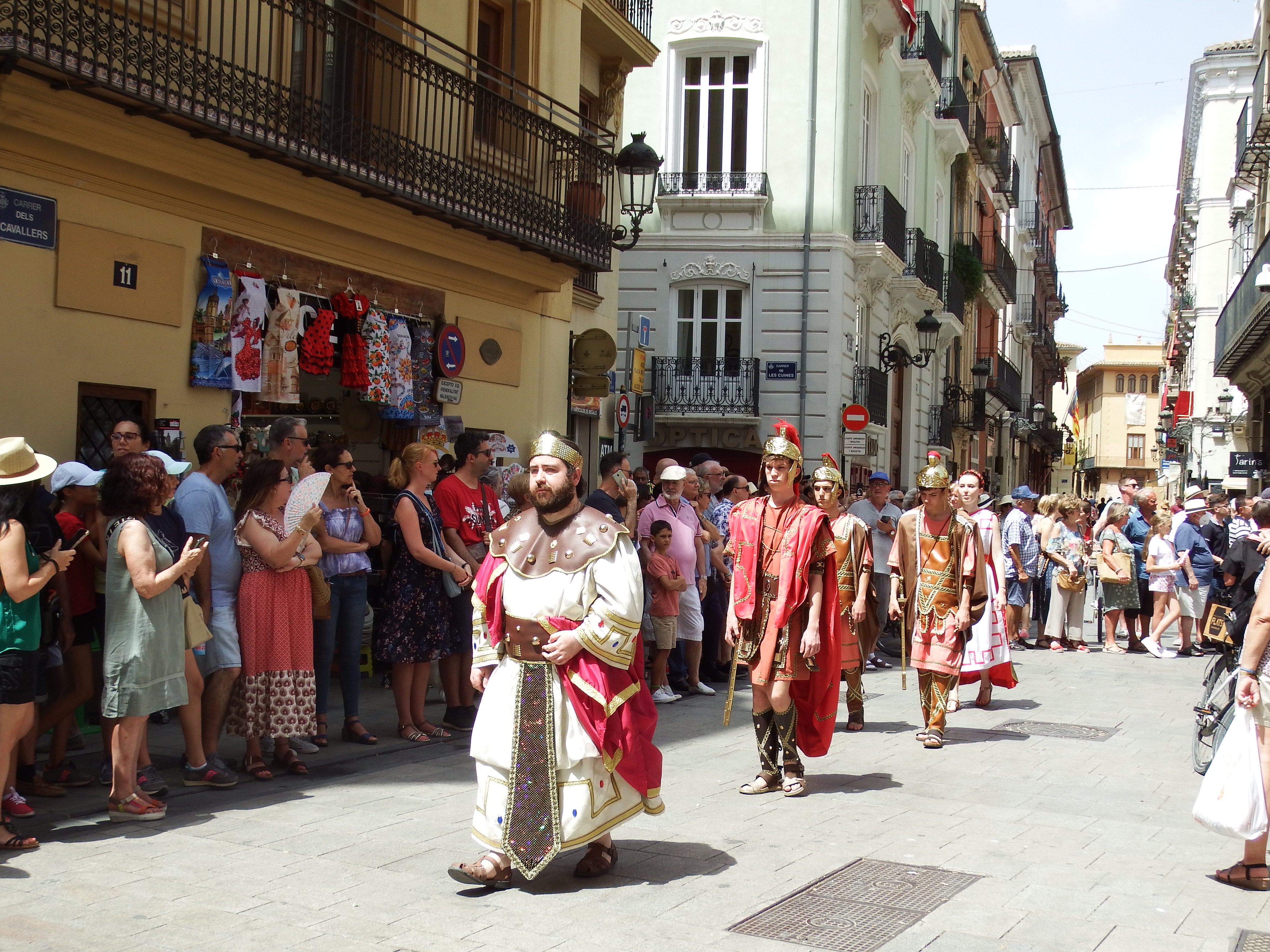
Misteri del rei Herodes

La Degolla. És una comparsa que forma part del Misteri del rei Herodes. Representa als soldats romans que van executar l'ordre del rei Herodes per a degollar als xiquets de Betlem que foren menors de dos anys. La Degolla va caricaturitzada d'una forma peculiar amb corona de pàmpols, sac d' arpillera i maquillatge de "guerra”, complementen la seua estètica amb un bastó o "carxot" de plàstic i un sarró ple de caramels. Al seu pas pel carrer Cabillers i el carrer Avellanes des dels balcons els llancen poals d'aigua.

La Cavalcada la tanquen els clarins i timbals de la ciutat, els heralds amb les armes de la ciutat i la Senyera de la ciutat.

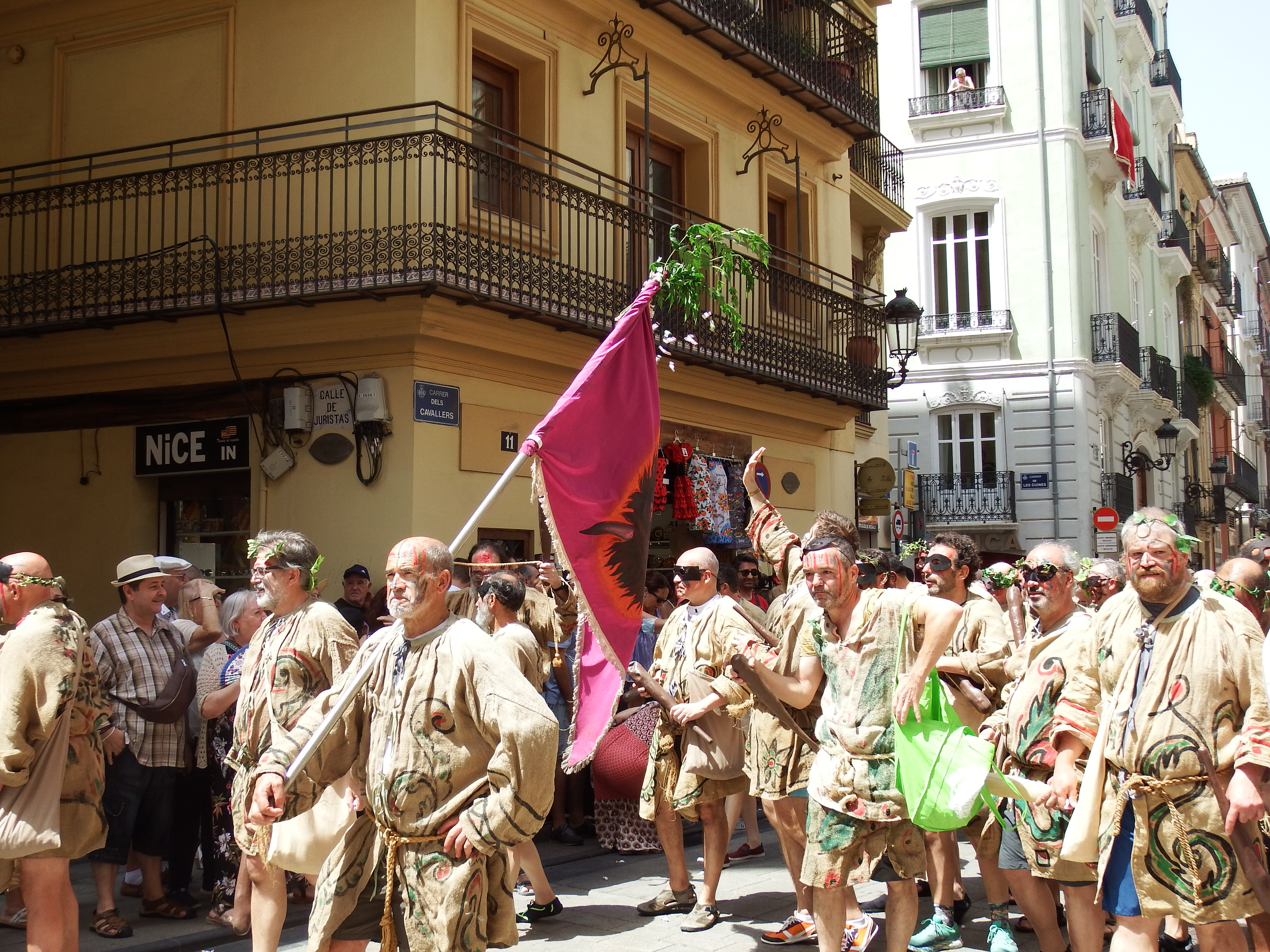
La Degolla
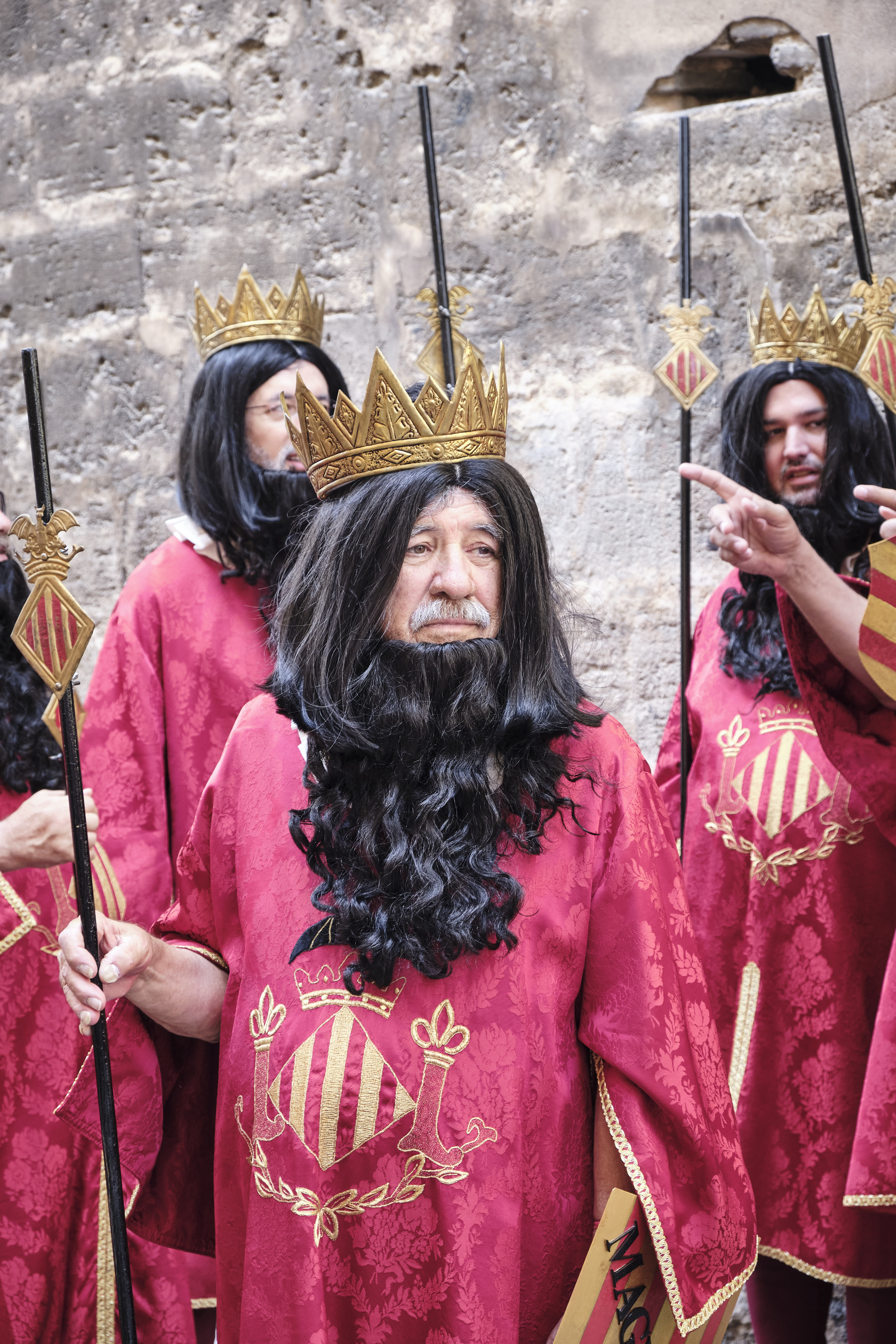
Heralds amb les armes de la ciutat
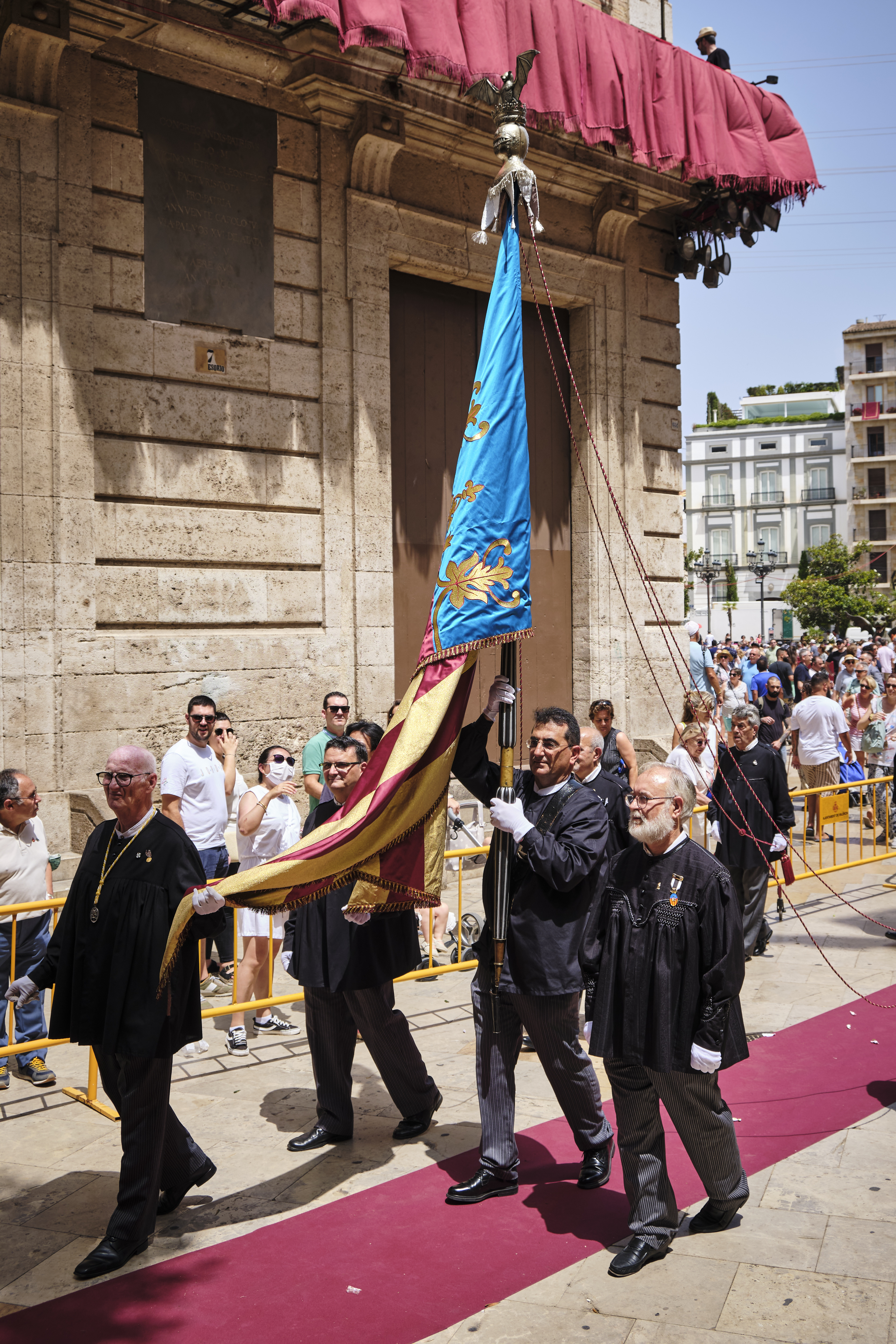
La Senyera de la ciutat

## Relació de la Cavalcada de Xàtiva
Els elements de la cavalcada són els següents:
1. Els 8 Gegants (Colla de Geganters)
2. Els 8 Nanos (Escola de Danses)
3. El Paloteig (Col·legi Jacint Castañeda)
4. Els Llauradors (Col·legi Claret)
5. Les Zíngares (Col·legi Dominiques)
6. Els Cavallets (Escola de Danses)
7. Els Arquets (Col·legi la Immaculada)
8. Els Pastorets (Col·legi Martínez Bellver)
9. Els Turcs (Col·legi Taquígraf Martí)
10. La Magrana (Col·legi Attilio Bruschetti)
11. La Moma (Momos: col·legi Gozalbes. Vera-Moma: Escola de Danses)
12. Creu Alçada
13. Públic i acompanyants
14. Xiquets i xiquetes de Comunió
15. Els Apòstols
16. L’Agüelo Colomet (Noé)
17. El Drac-Dimoni
18. L’Arca de l’Aliança
19. El rei David i Betsabé
20. Les Heroïnes (Col·legi Dominiques)
21. El Raïmot
22. La Trilogia (Col·legi la Immaculada)
23. Els Evangelistes
24. Els Cirialots
Posteriorment, l'any 2019, es va recuperar també la figura de La Tortuga.